# Шморгун, Николай Иванович
Шморгун Николай Иванович (13 января 1913 — 30 января 1944) — красноармеец, командир расчёта противотанкового ружья, Герой Советского Союза.

## Биография
Родился Шморгун Николай Иванович в селе Рубцево Лиманского района Донецкой области 13 января 1913 года. В семье было пятеро детей, четыре дочери — Галя, Маруся, Люба и Фрося, один сын — Николай.
До войны Николай Иванович работал в милиции на железнодорожной станции города Рубежное Луганской области. Здесь он познакомился со своей будущей женой Татьяной Владимировной, тогда ещё молодой девушкой, которая после окончания Сталинской школы продавцов города Донецка была направлена на работу в Рубежное. Спустя неделю после их знакомства они поженились. Через год родился сын — Анатолий, за которым помогала присматривать её сестра, Мария Владимировна, пока молодые родители были на работе. На второй день после начала войны немцы напали на город. Отправив семью в Новопсков, милиционер Николай Иванович остался бойцом батальона народного ополчения.
В июле 1942 года он попал в Новопсков. Но в это время на посёлок напали немцы. Началась оккупация. После освобождения Новопскова 28 января 1943 года Николай Иванович был направлен на фронт в действующую армию. Был командиром расчёта противотанкового ружья 7-го гвардейского истребительно-противотанкового дивизиона 7-го гвардейского кавалерийского корпуса на Центральном фронте.
В ночь на 27 сентября 1943 Шморгун Николай Иванович со своим расчётом первым начал переправу через Днепр. Посреди реки бронебойщики затонули. Николай Иванович, перекинув на спину автомат, вцепился за бревно, которое было неподалёку, и поплыл к берегу. За ним пошли и другие бронебойщики, но к берегу дошли немногие. Отважный воин первым добрался до противоположенного берега, забросал гранатами вражескую траншею, захватил её и с этой позиции огнём обеспечивал форсирование реки товарищами.
Указом Президиума Верховного Совета СССР «О присвоении звания Героя Советского Союза генералам, офицерскому, сержантскому и рядовому составу Красной Армии» от 15 января 1944 года за «образцовое выполнение боевых заданий командования на фронте борьбы с немецкими захватчиками и проявленными при этом отвагу и геройство» удостоен звания Героя Советского Союза.
Умер от ран через 15 дней после указа — 30 января 1944 года. Похоронен в городе Мозырь Гомельской области (Беларусь).

## Письма
28 января 1943 года Николай Иванович был направлен в действующую армию. В семье сохранились письма, обращённые к жене Татьяне и сыну Анатолию, написанные Николаем Ивановичем в дороге:

г. Старобельск 2 апреля 1943 года

Добрый день Таня и Толя. Передаю Вам красноармейский привет и привет мамаше, Марусе и Клаве. Сообщаю Вам, что я пока жив и здоров чего и Вам желаю. За время как я от Вас ушёл, то я прибыл до своего места назначения и отправился обратно, на Старобельск, а тогда на Кременную пошёл, а дальше не знаю. В общем сделал кругосветное путешествие и вернулся обратно…

9 апреля 1943 года

Добрый день Таня и Толя. Передаю Вам свой пламенный привет и привет мамаше, Марусе и Клаве и привет Ярохи Химичу и Высочину Мишке и т. д. Сообщаю тебе Таня, что я уже нахожусь при маршевой части, уже нашёл себе родной дом, но сейчас находимся на отдыхе и ещё сообщаю, что я пока жив и здоров, но только худой как имеется, жив будешь и живой будешь но худой будешь… 

…Таня я тебе писал в предыдущем письме, что если будут организовывать дет. ясли то пусть мать поступает туда. Это всё к лучшему. Ну вот и до свидания.
Таня по этому адресу можешь писать письма. Ожидаю.
Адрес. Полевая почта № 06715 Получатель Шморгун Н. И.

25 ноября, после совершённого им подвига:

…Таня, я представлен к награде, присвоено мне звание Героя Советского Союза. Это первая награда о которой я тебе писал, но это ещё пока не известно. Как посмотрит Михаил Иванович. В общем я тебе напишу когда будет уже официально в газете, какая газета и за какое число и т. д. а сейчас ещё должна быть какая то награда, но ещё тоже точно не знаю будит или нет и какая. Когда узнаю, то я напишу, а самая большая награда будит когда закончим войну и придём домой, если останемся живы, если наше счастье хорошее. Вот это будет наша высшая награда. Но это надо иметь большое счастье. Ну вот и всё…

26-27 января 1944 в одном из сражений с фашистскими войсками Николай Иванович получил тяжёлое ранение. 22 января 1944 он написал последние письмо домой:

"…Верховного Совета от 15/I-44г… но газета не знаю за какое число, возможно за 15 января или на день на два позже, но во общем постарайся найти эту газету, и сказать Толику, что его папка Герой Советского Союза. Ну, вот пока и всё. Передавай привет всем друзьям и знакомым. Таня я просил, что бы ты написала подробнее про свою жизнь. Пока. До свидания.

## Память
- Именем Николая Ивановича Шморгуна названа одна из улиц Новопскова.
- На территории Братской могилы пгт. Новопсков установлены мемориальные доски Героям Советского Союза, жителям Новопсковщины, среди которых есть и Н. И. Шморгун.